# Louise Moaty
Pour les articles homonymes, voir Meltz.
Louise Moaty, née en 1978, est une écrivaine, metteuse en scène, et comédienne française.
À partir de 2020, elle se consacre à l'écriture.

## Mise en scène
- 2006 : Louise du Néant (adaptation des textes de la mystique baroque Louise du Néant), Festival d'Arques la Batailles.
- 2009 : Rinaldo (opéra) de Haendel, avec le Collegium 1704 sous la direction de Václav Luks. Théâtre national de Prague[1], Opéra Royal de Versailles[2].
- 2010 : La Lanterne magique de M.Couperin, spectacle pour lanterne magique et clavecin, sur des morceaux de François Couperin, avec les clavecinistes Bertrand Cuiller puis Violaine Cochard[3].
- 2011 : Mille et une nuits, adaptation de Les Mille et Une Nuits, avec l'ensemble La Rêveuse au Théâtre de Cornouaille[4].
- 2012 : Vénus et Adonis de John Blow, avec l'ensemble des Musiciens du Paradis, sous la direction de Bertrand Cuiller, Opéra Comique[5] (création au Théâtre de Caen[6]).
- 2013 : L'Empereur d'Atlantis, opéra de Viktor Ullmann, avec l’ensemble Ars Nova sous la direction de Philippe Nahon, production Arcal au Théâtre de l’Athénée[7].
- 2014 : This is not a dream, spectacle pour lanterne magique reconstruite et pour piano, piano préparé et toy piano, sur des morceaux de Erik Satie et John Cage, avec le pianiste russe Alexeï Lubimov[8].
- 2015 : Paris New-York Odessa, spectacle de rock électro-yiddish sur des textes de Georges Perec, avec Olivier Slabiak (des Yeux noirs) et Laure Slabiak[9].
- 2016 : La Petite Renarde rusée, opéra de Leoš Janáček, avec l'ensemble TM+ dirigé par Laurent Cuniot, au Théâtre de l'Athénée[10].
- 2016 : Conte de liberté / Journal d’un disparu, adaptation mêlée du Journal d'un disparu de Leoš Janáček et des poèmes de la poétesse rrom Papusza (retraduits pour l'occasion).
- 2016 : Sonnets, de Shakespeare, sur des morceaux de John Dowland avec les luthistes Thomas Dunford ou Romain Falik, à la Maison de la culture d'Amiens[11].
- 2017 : Alcione de Marin Marais, avec l'ensemble Le Concert des Nations dirigé par Jordi Savall à l'Opéra-Comique[12].
- 2017 : Requiem(s), avec le Quatuor Debussy.